# Els Motllats
Els Motllats és una serra situada al municipis de Capafonts i Vilaplana a la comarca del Baix Camp i el de Mont-ral a la comarca de l'Alt Camp, amb una elevació màxima de 1.036 metres, del Tossal del Xanda. Forma part de les muntanyes de Prades. Es troba travessat pel Camí de Reus a Prades.
Altres elements geogràfics significatius de la serra són la Cova de les Gralles, El Bosquet o el Salt de la Pixera.
El 1973, un empresari hi volgué construir una urbanització però fou un fracàs a causa del difícil accés i la manca d'aigua. Només s'hi arribaren a construir unes quantes cases que actualment es troben totes en ruïnes excepte una.

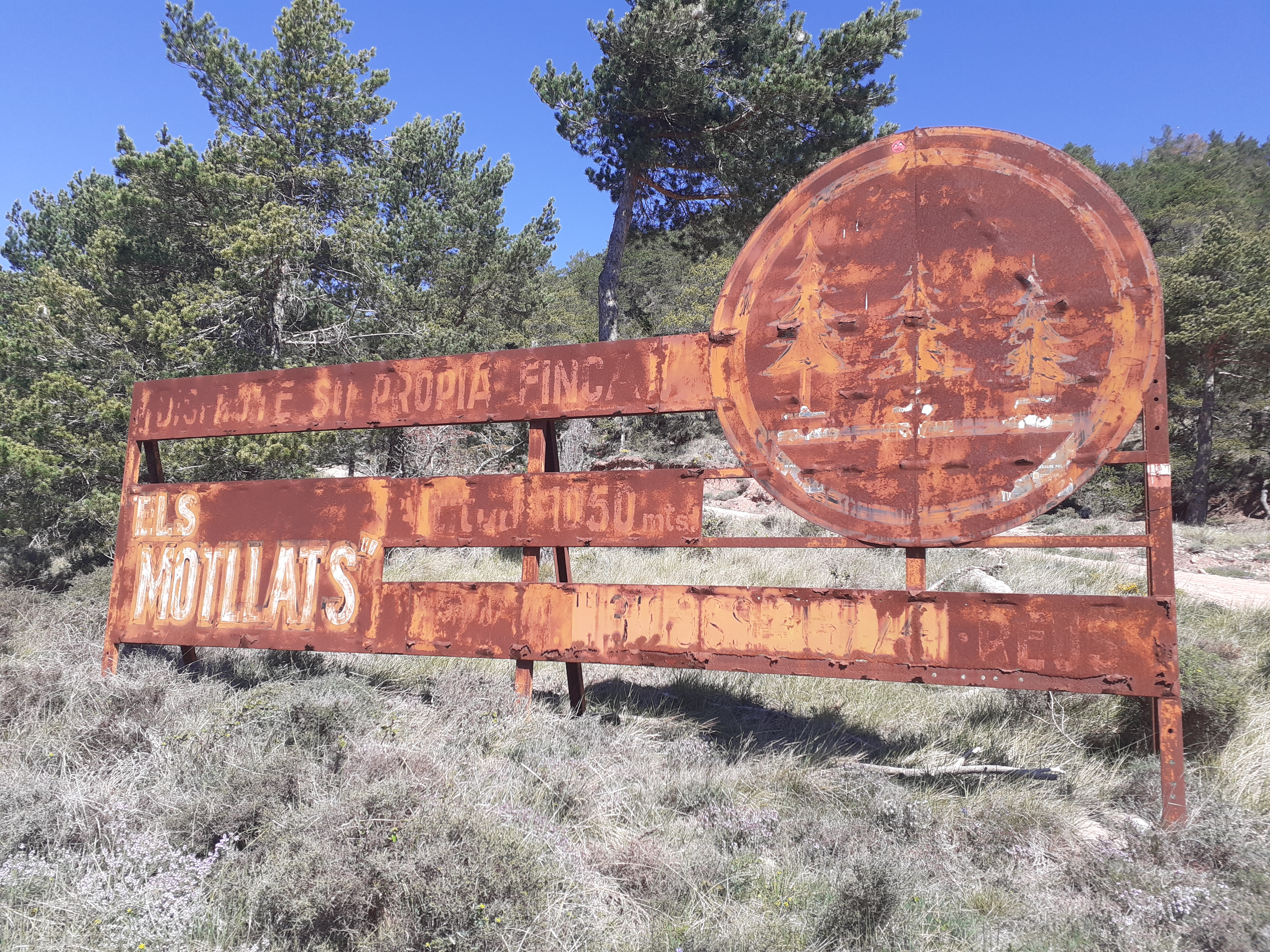
Cartell a l'inici del Camí dels Motllats que fa referència a un projecte d'urbanització que s'abandonà després d'haver-se construït només algunes cases.